# Лесо-Кяфарь
Лесо-Кяфа́рь, пишется также Лесо-Кефа́рь — хутор в Зеленчукском районе Карачаево-Черкесской республики России. Входит в Зеленчукское сельское поселение.

## География
Расположен в горной части республики, в лесной местности, у реки Кяфар, к которой стекают временные водотоки (балки) Темная, Водяная. К северной окраине примыкает урочище Растафейка.
Расстояние до:
- районного центра — (Зеленчукская) 14 км;
- республиканского центра — (Черкесск) 68 км.

## Население
| 2002 | 2010 | 2021 |
| ---- | ---- | ---- |
| 132  | ↘48  | ↘38  |

## Инфраструктура
- Библиотека[6]
- Туризм; в 10 км — Лесо-Кяфарское городище[7]
- В ближайших окрестностях хутора — МТФ[2]
- Уличная сеть

Улицы: Благодатная, Дружбы, Зелёная, Лесная, Подгорная, Спокойная, Школьная.
Переулки: Калиновый, Луговой, Полевой, Садовый, Школьный.

## Транспорт
Автодорога (без асфальта)